# Cordillera (departement)
Cordillera is een departement van Paraguay. Het heeft een oppervlakte van 4948 km² en 282.981 inwoners (2012); voor 2016 is de prognose 295.256 inwoners. De hoofdstad is Caacupé.

## Bestuurlijke indeling
Het departement is verdeeld in twintig districten.
| Nr. | District                   | Inwoners | Oppervlakte |
| --- | -------------------------- | -------- | ----------- |
| 1   | Altos                      | 14.229   | 92 km²      |
| 2   | Arroyos y Esteros          | 24.624   | 533 km²     |
| 3   | Atyrá                      | 16.711   | 160 km²     |
| 4   | Caacupé                    | 55.230   | 196 km²     |
| 5   | Caraguatay                 | 13.600   | 591 km²     |
| 6   | Emboscada                  | 18.580   | 265 km²     |
| 7   | Eusebio Ayala              | 23.583   | 338 km²     |
| 8   | Isla Pucú                  | 7.904    | 91 km²      |
| 9   | Itacurubí de la Cordillera | 11.167   | 262 km²     |
| 10  | Juan de Mena               | 6.806    | 965 km²     |
| 11  | Loma Grande                | 3.496    | 84 km²      |
| 12  | Mbocayaty del Yhaguy       | 4.230    | 236 km²     |
| 13  | Nueva Colombia             | 3.898    | 81 km²      |
| 14  | Piribebuy                  | 28.179   | 209 km²     |
| 15  | Primero de Marzo           | 6.729    | 159 km²     |
| 16  | San Bernardino             | 11.833   | 109 km²     |
| 17  | San José Obrero            | 4.368    | 253 km²     |
| 18  | Santa Elena                | 5.170    | 135 km²     |
| 19  | Tobatí                     | 31.956   | 285 km²     |
| 20  | Valenzuela                 | 6.940    | 335 km²     |

| Detailkaart |
| ----------- |
|             |
| Districten  |